# Piabina argentea
Piabina argentea és una espècie de peix de la família dels caràcids i de l'ordre dels caraciformes.

## Morfologia
- Els mascles poden assolir 6,8 cm de llargària total.[4]

## Hàbitat
Viu en zones de clima tropical.

## Distribució geogràfica
Es troba a Sud-amèrica: conques del riu Paranà al nord-est del Paraguai i sud del Brasil, i dels rius São Francisco, Itapicuru, Paraíba i Itapemirim a l'est del Brasil.